# インデペンデンシア級海防戦艦
インデペンデンシア級（インデペンデンシアきゅう、Clase Independencia) は、アルゼンチン海軍の海防戦艦の艦級である。アルゼンチンでは河用装甲艦（acorazado de río）や装甲艦（acorazado）と呼ばれた。リベルタ級とも。

## 概要
本艦はアルゼンチン海軍が自国の沿岸警備のために建造した艦級である。

## 艦形

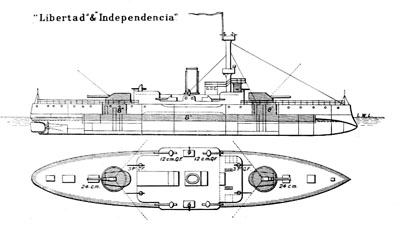
竣工当時の本艦の武装・配置を示した図。

本級の船体形状は乾舷の低い平甲板型船体であった。水面下に衝角を持つ艦首から主砲としてクルップ製の「クルップ 1931年型 24cm（35口径）砲」を単装式の砲塔に収めて1基を配置、下部に司令塔を組み込んだ露天の操舵艦橋の背後には頂上部と中部に見張り所を持つミリタリー・マストが配置する。船体中央部に1本煙突が立ち、周囲は艦載艇置き場となっていた。
舷側甲板の中央部には「アームストロング 12cm速射砲」が防盾の付いた単装砲架で背中合わせで片舷2基ずつ計4基が配置されていた。後部甲板上に後部見張り所が設けられ、そこから甲板1段分下がって24cm単装砲塔が後向きに1基が配置された。

## 同型艦
- インデペンデンシア（Independencia）

イギリス、キャメル・レアード社造船所で「インデペンデンシア（Independencia）」として1889年起工、1891年2月26日進水、1892年竣工。1946年12月16日除籍、1946年1月潜水母艦へ改装し、12月10日再就役。1949年アルゼンチン沿岸警備隊に移籍、灯台船、ポンツーン等として用いられ、1968年除籍。
- リベルタ（Libertad）

イギリス、キャメル・レアード社造船所で「ヌエベ・デ・フリオ（9 de Julio）」として1889年起工、1890年12月11日進水、1892年竣工。1946年12月16日除籍。1947年アルゼンチン沿岸警備隊に移籍。施設として係留され、1968年除籍。

## 参考図書
- 「Conway All The World's Fightingships 1860-1905」（Conway）